# John Marcus Berg
John Marcus Berg, F.S.S.P. (1970) es un sacerdote católico estadounidense. Es miembro de la Fraternidad Sacerdotal de San Pedro (FSSP), de la que fue superior general entre 2006 y 2018, y nuevamente desde el 11 de julio de 2024.

## Biografía
Berg nació en 1970, en una familia católica en Minnesota.
Berg se graduó de la Academia de los Santos Ángeles en Richfield, Minnesota. Estudió filosofía en el Thomas Aquinas College en California de 1989 a 1993, donde discernió sobre una vocación al sacerdocio. En 1994, ingresó al seminario de la FSSP en Wigratzbad, donde estudió durante dos años. Terminó sus estudios con una Licenciatura en Teología Dogmática de la Pontificia Universidad de la Santa Cruz en Roma.
Ordenado sacerdote por el obispo de Scranton, James Timlin, el 6 de septiembre de 1997, ha trabajado como pastor y como profesor de seminario. Hasta su elección como superior general, Berg fue capellán de la Comunidad de Misa Latina de Sacramento, California.
Después de dejar el cargo de superior de la FSSP en 2018, Berg fue nombrado pastor de la Iglesia de Santa María en Broadway en Providence, Rhode Island. En agosto de 2021 fue transferido a la Iglesia de la Inmaculada Concepción en Omaha, Nebraska.